# هارون و سکز
هارون و سکز، روستایی با اکثریت مردم ترک تبار و شیعه مذهب از توابع بخش شیبکوه شهرستان فسا در استان فارس ایران است.

## جمعیت
این روستا در دهستان فدشکویه قرار دارد و براساس سرشماری مرکز آمار ایران در سال ۱۳۸۵، جمعیت آن ۱۵۷ نفر (۳۳خانوار) بوده‌است.